# Motorrad-Europameisterschaft 1947

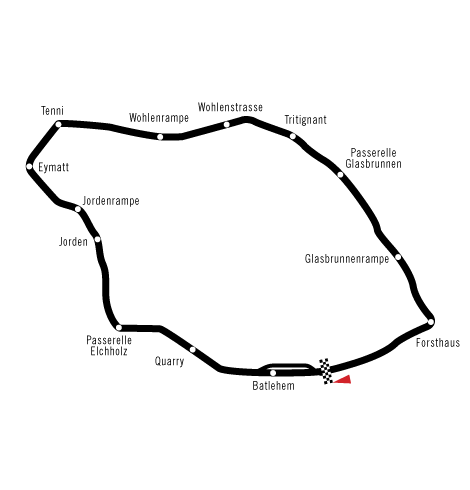
Die Bremgarten-Rundstrecke.

Die Titel der Motorrad-Europameisterschaft 1947 wurden beim XVII. Großen Preis der F.I.C.M. vergeben, der am 7. und 8. Juni 1947 in Bern (Schweiz) im Rahmen des 16. Großen Preises der Schweiz auf der Bremgarten-Rundstrecke ausgetragen wurde.
Der Große Preis von Europa fand zum dritten Mal im Rahmen des Grand Prix der Schweiz statt. Erstmals nach Ende des Zweiten Weltkrieges wurden wieder Motorrad-EM-Titel vergeben.
Die Rennen wurden für dasselbe Wochenende wie die Tourist Trophy auf der Isle of Man angesetzt. Da keiner der Veranstalter seine Rennen verlegen wollte und die TT in Großbritannien einen viel höheren Stellenwert hatte, war fast keiner der international dominierenden britischen Fahrer vertreten.

## Rennverläufe
Bereits am ersten Trainingstag, am Donnerstag, dem 5. Juni, an dem starker Regen und Wind herrschten, kam der italienische 500-cm³-Pilot Jader Ruggeri bei einem Unfall ums Leben. Jader Ruggeri war der Sohn von Amedeo Ruggeri, der unter anderem die ersten Austragungen der Grands Prix der Nationen und von Deutschland gewann.
Im Lauf der 250-cm³-Klasse gab es einen Dreifachsieg des italienischen Herstellers Moto Guzzi. Es gewann Bruno Francisci vor Ferdinando Balzarotti und dem Briten Fergus Anderson.
Das 350er-Rennen gewann der 36-jährige Anderson auf Velocette vor den beiden Norton-Piloten Charles Beischer aus Großbritannien und Georges Cordey aus der Schweiz.
In der Halbliterklasse gewann der 41-jährige italienische Moto-Guzzi-Werksfahrer Omobono Tenni, der bereits 1937 250-cm³-Europameister war. Zweiter und somit zum zweiten Mal Vize-Europameister an diesem Wochenende wurde Ferdinando Balzarotti, ebenfalls auf Moto Guzzi. Das Siegerpodest komplett machte erneut Fergus Anderson, diesmal auf Norton. Der spätere Doppelweltmeister sorgte damit für ein Novum in der EM-Geschichte, indem er bei einer Veranstaltung in drei Rennen Podestplätze einfuhr.
Im Rennen der 600-cm³-Gespanne setzte sich das italienische Duo Luigi Cavanna / Paolo Cavanna auf Moto Guzzi gegen die Einheimischen Hans Haldemann und Hans Stärkle durch.

## Rennergebnisse
| Klasse             | Sieger                                     | Zweiter                             | Dritter                        |
| ------------------ | ------------------------------------------ | ----------------------------------- | ------------------------------ |
| 250 cm³            | Bruno Francisci (Moto Guzzi)               | Ferdinando Balzarotti (Moto Guzzi)  | Fergus Anderson (Moto Guzzi)   |
| 350 cm³            | Fergus Anderson (Velocette)                | Charles Beischer (Norton)           | Georges Cordey (Norton)        |
| 500 cm³            | Omobono Tenni (Moto Guzzi)                 | Ferdinando Balzarotti (Moto Guzzi)  | Fergus Anderson (Norton)       |
| Gespanne (600 cm³) | Luigi Cavanna / Paolo Cavanna (Moto Guzzi) | Hans Haldemann / unbekannt (Norton) | Hans Stärkle / unbekannt (NSU) |

## Verweise